# Les Fêtes de Ramire
Les Fêtes de Ramire (Ramiros fester) är en opera i form av en acte de ballet i en akt med musik av Jean-Philippe Rameau och libretto av Voltaire.
Musiken till Les Fêtes de Ramire var delvis hämtad från Voltaires och Rameaus tidigare opera La Princesse de Navarre. Då både upphovsmännen var upptagna med operan Le Temple de la Gloire, ombads Jean-Jacques Rousseau att slutföra komponerandet av Les Fêtes de Ramire. Rosseau hävdade själv att han hade komponerat ouvertyren och diverse recitativ men att Rameau och Voltaire tog åt sig all ära. Den enda musik som med säkerhet kan länkas till Rousseau är monologen "O mort, viens terminer les douleurs de ma vie". Episoden var fröet till Rousseaus obevekliga hat mot Rameau, vilken sedermera skulle leda till Buffoniststriden.
Operan hade premiär den 22 december 1745 på slottet i Versailles utanför Paris.